# Nesticella proszynskii
Espèce
Synonymes
- Howaia proszynskii Lehtinen & Saaristo, 1980

Nesticella proszynskii est une espèce d'araignées aranéomorphes de la famille des Nesticidae.

## Distribution
Cette espèce est endémique de Java en Indonésie.

## Publication originale
- Lehtinen & Saaristo, 1980 : Spiders of the Oriental-Australian region. II. Nesticidae. Annales Zoologici Fennici, vol. 17, no 1, p. 47-66.